# Нагорна Наталія Вікторівна
Ната́лія Ві́кторівна Наго́рна (14 червня 1984 , Лугинський район, Житомирська область ) — українська журналістка, спеціальна кореспондентка ТСН (станом на 2021 рік). Кавалерка ордена «За заслуги» II та III ступенів (2017, 2022).

## Життєпис
Народилася 14 червня 1984 року в селі Липники Лугинського району Житомирській області. Має старшого брата Віталія.
У 1990 році родина переїхала до міста Первомайськ Миколаївської області.
З 2001 по 2006 рік навчалася у Харківському національному університеті на журналіста. Отримала диплом магістра з відзнакою (так званий «червоний» диплом). На третьому курсі університету почала працювати на телебаченні, у програмі «Ділові новини», яка виходила на харківському телеканалі «Simon».
У 2006 році переїхала до Києва. Працювала в компанії ES Group, яка виробляла ділові телепрограми для ряду телеканалів («Діловий світ» для Першого національного, «Ера бізнесу» для ТРК «Ера», «Ділові факти» для ICTV, «Ціна питання» для НТН, «Бізнес плюс» для СТБ та інші).
З 2010 року була кореспонденткою програми «События» на каналі «Україна».
У березні 2014 року висвітлювала перебіг анексії Криму Росією.
Від травня 2014 року працює в Телевізійній службі новин (ТСН) на телеканалі 1+1.
Під час Революції гідності була у складі групи швидкого реагування «Червоного Хреста». Також зробила десятки сюжетів та прямих включень з епіцентру подій у центрі міста.
Має навички першої долікарської допомоги, надання допомоги в умовах вогню.
Мріяла стати військовою кореспонденткою, але до початку російсько-української війни — на війні ніколи не була. Стала першою жінкою в редакції ТСН, яка поїхала в зону АТО. 
|                                    | Наше керівництво казало так: у війни не жіноче обличчя і дівчата туди їздити не будуть — це не обговорюється. Тут почалася вже наша боротьба, наша маленька війна, тому що це — наша країна і… ну як можна не поїхати. У нас навіть сформувався «добровольчий батальйон журналістів». |
| — Наталія Нагорна, Війна очима ТСН | |

У зоні АТО (ООС) знімає сюжети про родини і побут бійців, про поранених, постраждалих, загиблих.

Обкладинка книги «Повернутися з війни»

У вересні 2015 року разом із 24-ма іншими парашутистками стрибнула з висоти більш ніж 4 кілометри і встановила рекорд України з парашутного спорту — найчисельніша повітряна фігура лише з жінок.
У 2018 році видала книгу «Повернутися з війни» з власними ілюстраціями. Вона ввійшла до переліку найкращих книг для підлітків на Форумі видавців у Львові.
Улітку 2019 року Телевізійна служба новин каналу 1+1 спільно з Вищою Школою Media&Production запустили безкоштовний освітній онлайн-курс «Журналістика очима ТСН». Нагорна — ініціаторка проєкту і авторка курсу. Курс складається з коротких відео-уроків, записаних у форматі 10-хвилинних влогів з місця подій та у студії ТСН. Він орієнтований на учнів старших класів, студентів та випускників факультетів журналістики, журналістів регіональних ЗМІ та всіх, кому цікаве створення новин. 
Крім роботи в ТСН, викладає журналістику на курсах «Універсальний журналіст» і «Ведучий інформаційних передач» у Вищій школі Media&Production. У вільний час — працює над другою книгою, яка складатиметься з практичних порад журналістам із роботи під час військового конфлікту.

### Захоплення
- парашутний спорт (уперше стрибнула з парашутом у 2008 році[8], станом на 2017 рік мала більш ніж 210 стрибків[5])
- сноубординг
- книги
- фільми

## Нагороди
- орден «За заслуги» II ступеня (23 серпня 2022) — за значні заслуги у зміцненні української державності, мужність і самовідданість, виявлені у захисті суверенітету та територіальної цілісності України, вагомий особистий внесок у розвиток різних сфер суспільного життя, відстоювання національних інтересів нашої держави, сумлінне виконання професійного обов'язку[14];
- орден «За заслуги» III ступеня (6 червня 2017) — за вагомий особистий внесок у розвиток вітчизняної журналістики, багаторічну сумлінну працю та високу професійну майстерність[15].